# گلوسستر، انتاریو

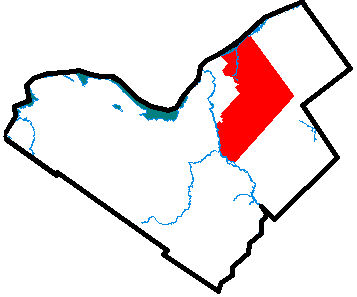

گلوسستر، انتاریو (انگلیسی: Gloucester, Ontario) یک منطقه حومه شهر در شهر اتاوا است. شهرک گلوستر در سال ۱۷۹۲ تأسیس شد و در ابتدا شامل زمین‌هایی در شرق رود ریدو از رود اتاوا در جنوب تا منوتیک بود.